# RTL Televizija
RTL Televizija est une chaîne de télévision privée généraliste croate. Elle fait partie du groupe audiovisuel RTL Hrvastka.
RTL Televizija est calquée sur la chaîne de télévision allemande privée RTL Television et est la seconde chaîne privée croate dès sa création fin avril 2004.

## Organisation

### Capital
RTL Televizija est détenue à 100 % par Central European Media Enterprises.

### Diffusion
Avec 233 fréquences hertziennes analogiques, RTL Televizija couvre 95 % du territoire croate.

## Programmes
Sa programmation se caractérise par ses émissions de débat, de télé réalité et reprend tous les concepts éprouvés par sa grande sœur allemande. Elle a récemment produit elle-même un soap opera.